# Župnija Tržič
Za drugo istoimensko župnijo glej Župnija Tržič - Bistrica.
Župnija Tržič je rimskokatoliška teritorialna župnija Dekanije Kranj Nadškofije Ljubljana. Župnijska cerkev v Tržiču je posvečena Marijinemu oznanjenju.

## Sakralni objekti
- župnijska cerkev Marijinega oznanjenja,
- podružnična cerkev sv. Ane, Podljubelj,
- podružnična cerkev sv. Andreja, Tržič,
- podružnična cerkev sv. Jožefa, Tržič,